# Diaminoxidase
Diaminoxidase (DAO, Histaminase) ist ein kupferhaltiges Enzym, das Histamin, Putreszin und andere biogene Amine abbauen kann. Das Enzym wird von allen Chordatieren gebildet. Beim Menschen wird es im Darm, den Nieren und in der Plazenta produziert.

## Physiologische Bedeutung
Ein Mangel an DAO soll zu einer Histamin-Intoleranz führen.
Diaminoxidase in der Schwangerschaft
In der Schwangerschaft steigt die Produktion der DAO stark an. Sogar gefährlich hohe Konzentrationen an Histamin werden in Blutplasmaproben von Schwangeren innerhalb weniger Minuten abgebaut. Ursache hierfür sind spezialisierte Zellen der Plazenta, so genannte extravillöse Trophoblasten, die das Enzym in großer Menge exprimieren und in den Blutkreislauf der Mutter ausschütten. Vermutet wird, dass die DAO so Mutter und Kind vor übermäßigem Histamin schützt, da dieses zu Schwangerschaftskomplikationen führen kann. Erniedrigte DAO-Werte in der Frühschwangerschaft könnten ein Hinweis auf eine Trophoblast-assoziierte Schwangerschaftserkrankung wie z. B. der früh einsetzenden Präeklampsie sein.

## Verwendung
Es werden Diaminoxidase-Präparate zur Einnahme angeboten. Sie sollen das körpereigene Enzym DAO zum Histaminabbau im Darm ergänzen. Eine Untersuchung eines Präparates mit aus Schweinenierenextrakt gewonnener Diaminoxidase ergab, dass in vitro keine enzymatische Aktivität feststellbar war. Wissenschaftliche Studien, die belegen, dass die Verwendung von Diaminoxidase bei einer Histamin-Intoleranz wirksam ist bzw. keine unerwünschten Wirkungen auftreten, fehlen. Eine Kostenerstattung für Nahrungsergänzungsmittel als Kassenleistung kommt nicht in Betracht.

## Katalysierte Reaktionen
{\displaystyle \mathrm {R{-}CH_{2}{-}NH_{2}+H_{2}O+O_{2}\longrightarrow R{-}CHO+NH_{3}+H_{2}O_{2}} }
Als Beispiel die Oxidation von Histamin:
 + H2O + O2 {\displaystyle \longrightarrow }  + NH3 + H2O2